# قرخ بلاغ (غويجة بل)
قرخ بلاغ (بالفارسية: قرخبلاغ) هي منطقة سكنية تقع في إيران في قسم غويجة بل الریفي.